# Фард Ібрагім
Фард Ібрагім (англ. Fard Ibrahim; нар. 7 січня 2000, Аккра, Гана) — ганський футболіст, лівий захисник клубу Вищої ліги Білорусі «Іслоч».

## Клубна кар'єра
Вихованець академії «Інтер Еллайс». У березні 2018 року дебютував за основну команду у прем'єр-лізі Гани проти «Бечем Юнайтед». У своєму дебютному сезоні за клуб провів 8 матчів у чемпіонаті, заробив за цей період 3 жовті картки. У вересні 2018 року вирушив в оренду до датського клубу «Вайле», де виступав за молодіжні команди. 29 вересня 2018 року дебютував за клуб у юнацькому чемпіонаті Данії (U-19) проти однолітків із «Брондбю». Після закінчення оренди повернувся до «Інтер Еллайс». У лютому 2020 року підписав новий контракт із «Інтер Еллайс» до 2021 року. З кінця 2020 року став основним гравцем команди на фланзі оборони. У грудні 2021 року перейшов до іншого ганського футбольного клубу «Верум Іпсум», проте залишив його через 2 місяці.
У березні 2022 року перейшов до білоруського клубу «Іслоч», з яким підписав контракт на 3 роки. Вперше у заявку на гру основного складу потрапив 18 червня 2022 року проти борисівського БАТЕ, проте за клуб так і не дебютував. Дебютував за клуб 22 червня 2022 року у матчі Кубку Білорусі проти «Крумкачей», вийшов на заміну на 78 хвилині замість Олега Никифоренка. Перший матч у Вищій лізі зіграв 13 серпня 2022 року проти берестейського «Динамо». Дебютним голом відзначився 17 вересня 2022 року у матчі проти дзержинського «Арсеналу». Розпочинав сезон у клубі як гравець дублюючого складу, проте вже з серпня 2022 року закріпився в основній команді клубу на позиції лівого захисника. Провів за клуб 16 матчів у всіх турнірах, відзначився забитим м'ячем.
Взимку 2023 тренувався з основною командою білоруського клубу. Перший матч у новому сезоні за клуб зіграв 7 квітня 2023 року проти «Сморгоні», в якому вийшов на поле в стартовому складі. У липні 2023 року, за інформацією джерел до футболіста, був інтерес з боку закордонних клубів. Першими результативними діями за клуб відзначився 21 жовтня 2023 року в матчі проти новополоцького «Нафтана», в якому оформив дубль із результативних передач. Протягом сезону був одним із основних гравців клубу, відзначився 3-ма результативними передачами. За підсумками сезону футболіст разом із клубом завершив чемпіонат на підсумковому четвертому місці.
На початку 2024 року після виходу білоруського клубу з відпустки був відсутній на передсезонних зборах з невідомих причин. Загалом у лютому 2024 року футболіст повернувся у розпорядження клубу. У товариському матчі під час передсезонної підготовки футболіст отримав перелом ключиці.

## Кар'єра в збірній
2019 року отримав виклик до молодіжної збірної Гани для участі в молодіжному Кубку африканських націй, де гравець на поле так і не вийшов.